# Pomarea pomarea
El monarca de Maupití (Pomarea pomarea) es una especie extinta de ave paseriforme de la familia Monarchidae endémica de la isla de Maupití, en la Polinesia francesa.